# Live from Santa Barbara
Albums de Tears for Fears
Secret World
(2006) The Tipping Point
(2022)
Live from Santa Barbara est un DVD de Tears for Fears, enregistré lors d'un concert au Santa Barbara Bowl le 26 mai 1990, durant la tournée Seeds of Love, mais sorti seulement le 15 décembre 2009.
Initialement, ce concert a été diffusé sous la forme d'une vidéo en 1990, sous le titre Going to California.

## Liste des titres
| 1.  | I Believe (Interprété par Oleta Adams)                | 3:18  |
| 2.  | Head Over Heels                                       | 4:31  |
| 3.  | Woman in Chains                                       | 7:02  |
| 4.  | Year of the Knife                                     | 7:49  |
| 5.  | Advice for the Young at Heart                         | 5:56  |
| 6.  | Sowing the Seeds of Love                              | 5:59  |
| 7.  | Badman's Song                                         | 11:28 |
| 8.  | Famous Last Words                                     | 3:55  |
| 9.  | When the Saints Go Marching In                        | 1:16  |
| 10. | I've Got to Sing My Song (Interprété par Oleta Adams) | 4:16  |
| 11. | Shout                                                 | 8:16  |
| 12. | Everybody Wants to Rule the World                     | 4:12  |

| 1.  | Women of Ireland (Traditionnel)                       | 0:50  |
| 2.  | I Believe                                             | 3:34  |
| 3.  | Head Over Heels                                       | 4:30  |
| 4.  | Change                                                | 5:35  |
| 5.  | Pale Shelter                                          | 4:30  |
| 6.  | Woman in Chains                                       | 7:07  |
| 7.  | Advice for the Young at Heart                         | 5:05  |
| 8.  | Mad World                                             | 3:45  |
| 9.  | Famous Last Words                                     | 4:04  |
| 10. | When the Saints Come Marching In                      | 1:22  |
| 11. | I've Got to Sing My Song (Interprété par Oleta Adams) | 4:14  |
| 12. | Bad Man's Song                                        | 11:30 |
| 13. | Sowing the Seeds of Love                              | 6:05  |
| 14. | All You Need Is Love (Lennon/McCartney)               | 1:39  |
| 15. | Everybody Wants to Rule the World                     | 4:12  |
| 16. | Year of the Knife                                     | 7:50  |
| 17. | Shout                                                 | 8:30  |

## Personnel
- Roland Orzabal : guitare, chant
- Curt Smith : basse, chant
- Neil Taylor : guitare
- Oleta Adams : piano, chant (1, 10)
- Andy Davis : claviers
- Will Gregory : saxophone
- Jim Copley : batterie
- Carole Steele : percussions
- Adele Bertei : chœurs
- Biti Strauchn : chœurs